# Microlara mahensis
Microlara mahensis is een keversoort uit de familie beekkevers (Elmidae). De wetenschappelijke naam van de soort werd in 1993 gepubliceerd door Jäch.